# Ulf Annel
Ulf Annel (* 13. August 1955 in Erfurt) ist ein deutscher Journalist, Autor und Kabarettist.

## Leben
Ulf Annel studierte an der Sektion Journalistik der Karl-Marx-Universität Leipzig und ist seit 1981 Kabarettist und Autor des Kabaretts Die Arche in Erfurt. Er ist mit Ingrid Annel verheiratet und hat drei Kinder.
Auch in Tagesmedien ist er anzutreffen, so etwa in der Thüringer Landeszeitung, der WAZ, der jungen Welt oder der taz. 2018 war er in der MDR-Webserie #Zurheiterenhenne, die sich satirisch mit dem Ausbau des Breitband-Internets im ländlichen Thüringen befasst, an der Seite von Justus Czaja und Judith Steinhäuser als Wirt Rudolf ‚Rudi‘ Stadler in der Hauptrolle zu sehen.

## Werke
- Kurz und mündig: Aphorismen. Greifenverlag, Rudolstadt 1989, ISBN 3-7352-0154-7.
- Hausmeisters Kehraus. Kabarettistische Bemerkungen von Woche zu Woche. Verlag und Druckerei Fortschritt, Erfurt 1992, ISBN 3-86087-066-1.
- Die unernste Geschichte Thüringens. Weymann Bauer, Rostock 1996, ISBN 3-929395-15-0.
- Kehraus. Eulenspiegel Verlag, Berlin 1999, ISBN 3-359-00932-0.
- Geschüttelt – nicht gerührt. Verlag Thüringer Allgemeine, Erfurt 2003–2010, ISBN 3-9809040-6-7 (5 Auflagen).
- Lass dich ja nicht zum Lachen verleiten. Eulenspiegel-Verlag, Berlin 2008, ISBN 978-3-359-01320-4.
- Kummerschluss mit Schlummerkuss. Verlag Thüringer Allgemeine, Erfurt 2008–2013 (3 Auflagen).
- mit Ingrid Annel: Er scheint zur Poesie Genie zu haben. Eulenspiegel-Verlag, Berlin 2009, ISBN 978-3-359-01323-5.
- Grünes Herzchen. 111 x Denk ich an Thüringen ... Sutton-Verlag, Erfurt 2011, ISBN 978-3-86680-834-8.
- Gute-Laune-Büchlein. BuchVerlag für die Frau, Leipzig 2011–2013 (3 Auflagen)
- Die unglaubliche Geschichte Thüringens. Eulenspiegel Verlag, Berlin 2011–2013, ISBN 978-3-359-02302-9. (2 Auflagen)
- Knalltüten. Kindergedichte für ganz Große. Bertuch Verlag, Weimar 2012, ISBN 978-3-937601-96-0.
- 111 Orte in Erfurt, die man gesehen haben muss. Emons-Verlag, Köln 2012–2013 (2 Auflagen).
- 111 Orte in und um Weimar, die man gesehen haben muss. Emons-Verlag, Köln 2013.
- Das Grüne Herz schlägt zurück – Kabarettistische Zeitreise durch Thüringen. Sutton Verlag, 2014, ISBN 978-3-95400-425-6.
- Gebrauchsanweisung für Thüringen. Piper Verlag, München 2015, ISBN 978-3-492-27660-3.
- mit Ingrid Annel: 111 Museen in Thüringen. die man gesehen haben muss. Emons Verlag, Köln, 2015, ISBN 978-3-95451-510-3.
- Die unglaubliche Geschichte Thüringens. Eulenspiegel Verlag, Berlin 2015, ISBN 978-3-359-02489-7. (neue Ausgabe)
- Kleines Ringelnatz-Buch. RhinoVerlag, Ilmenau 2015, ISBN 978-3-95560-041-9.
- 111 Orte in und um Erfurt, die man gesehen haben muss. Emons Verlag, Köln 2016, ISBN 978-3-95451-913-2.
- Rinderschwanzsuppe & Kindertanzgruppe. Bertuch-Verlag, Weimar 2017, ISBN 978-3-86397-090-1.
- Kreuz & quer ged(l)acht. RhinoVerlag, Ilmenau 2017, ISBN 978-3-95560-058-7.
- Joachim Ringelnatz. Ein Lebensbild in Anekdoten. Eulenspiegel Verlag, Berlin 2024, ISBN 978-3-359-03056-0.

## Hörspiele
- 1983: Die Geschichte vom verschwundenen Z  – Regie: Detlef Kurzweg (Kinderhörspiel/Kurzhörspiel – Rundfunk der DDR)